# Park Hae-il
Park Hae-il (hangul: 박해일, RR: Bak Hae-il; n. 26 de enero de 1977) es un actor surcoreano.

## Biografía
Estudió inglés (sin terminar) en la Universidad Namseoul (NSU; 남서울대학교).
El 11 de marzo de 2006 se casó con la dramaturga Seo Yoo-sun, la pareja tiene dos hijos: Park Geu-rim nacido en 2010 y una hija nacida en 2017.

## Carrera
Es miembro de la agencia Swag Management & Pictures (SWMP). Previamente formó parte de la agencia HM Entertainment.
El 2 de octubre de 2008 apareció como parte del elenco principal de la película Modern Boy donde interpretó a Lee Hae-myeong, un general de gobierno.
El 23 de diciembre de 2013 apareció como personaje principal de la película Heartbeat donde dio vida a Lee Hwi-do, un gánster y usurero que tiene una mala relación con su madre.
El 26 de abril de 2012 se unió al elenco principal de la película A Muse (también conocida como "Eungyo") donde interpretó a Lee Jeok-yo, un respetado poeta nacional.
El 3 de agosto de 2016 apareció como parte del elenco principal de la película The Last Princess donde dio vida a Kim Jang-han, un periodista de "Seoul News" y ex oficial del ejército japonés. Los actores Yeo Hoe-hyun y Lee Hyo-je interpretaron a Jang-han de joven.
El 3 de octubre de 2017 apareció como parte del elenco principal de la película The Fortress donde dio vida al Rey Injo de Joseon, un hombre en agonía sobre el destino de la nación.
En 2019 protagonizó el drama histórico The King's Letters, con el personaje del monje budista Shi-min, que presuntamente colaboró con el rey Sejong el Grande en la invención del hangul.

## Filmografía

### Películas
| Año  | Título                                  | Personaje                        | Notas                                                                                      |
| ---- | --------------------------------------- | -------------------------------- | ------------------------------------------------------------------------------------------ |
| 2022 | Hansan: Rising Dragon                   | Yi Sun-sin                       | junto a Byun Yo-han, Ahn Sung-ki, Son Hyun-joo, Kim Sung-kyu, Ok Taec-yeon y Kim Sung-kyun |
| 2022 | Decision to Leave                       | Hae-joon                         | junto a Tang Wei, Park Yong-woo, Go Kyung-pyo, Lee Jung-hyun y Jung Yi-seo                 |
| 2021 | Control                                 | -                                |                                                                                            |
| 2021 | Heaven: To the Land of Happiness        | -                                | [ 15 ]                                                                                     |
| 2021 | Weekend Prince                          | -                                |                                                                                            |
| 2019 | The King's Letters                      | Monje Shin-mi                    | junto a Song Kang-ho, Jeon Mi-seon, Choi Deok-moon, Kim Jun-han y Yoon Jung-il             |
| 2018 | Ode to the Goose                        | Yoon-young                       | junto a Moon So-ri, Park So-dam, Jung Jin-young y Moon Sook                                |
| 2018 | High Society                            | Jang Tae-joon                    | junto a Soo Ae, Yoon Je-moon, Ra Mi-ran, Lee Jin-wook y Lee Hong-nae                       |
| 2017 | The Fortress                            | Rey Injo                         | junto a Lee Byung-hun, Kim Yoon-seok, Go Soo y Park Hee-soon                               |
| 2016 | The Last Princess                       | Kim Jang-han                     | junto a Son Ye-jin, Ra Mi-ran, Jung Sang-hoon, Ahn Nae-sang y Kim Dae-myung                |
| 2015 | Love and...                             | Técnico de Iluminación           | junto a Ahn Sung-ki, Moon So-ri y Han Ye-ri                                                |
| 2014 | My Dictator                             | Tae-sik                          | junto a Sol Kyung-gu, Yoon Je-moon, Lee Byung-joon y Ryu Hye-young                         |
| 2014 | Whistle Blower                          | Yoon Min-cheol                   | junto a Yoo Yeon-seok, Lee Geung-young, Ryu Hyun-kyung y Song Ha-yoon                      |
| 2014 | Santa Barbara                           | Reportero                        | (video cameo)                                                                              |
| 2014 | Gyeongju                                | Choi Hye-on                      | junto a Shin Min-ah, Yoon Jin-seo, Kim Tae-hoon y Shin So-yul                              |
| 2013 | Boomerang Family                        | Oh In-mo                         | junto a Yoon Je-moon, Gong Hyo-jin, Youn Yuh-jung y Jin Ji-hee                             |
| 2012 | The Winter of the Year Was Warm         | Crítico de Radio                 | (cameo de voz)                                                                             |
| 2012 | Dangerously Excited                     | Padre de Han Dae-hee             | (cameo)                                                                                    |
| 2012 | A Muse                                  | Lee Jeok-yo                      | junto a Kim Mu-yeol, Kim Go-eun, Jung Man-sik y Ahn Eun-jin                                |
| 2012 | Doomsday Book - "The Heavenly Creature" | Robot RU-4 (voz)                 |                                                                                            |
| 2011 | Endless Joke                            | -                                | (corto)                                                                                    |
| 2011 | War of the Arrows                       | Choi Nam-yi                      | junto a Ryu Seung-ryong, Kim Mu-yeol, Moon Chae-won y Park Ki-woong                        |
| 2011 | End of Animal                           | Hombre pidiendo autoestop        | junto a Lee Min-ji, Kim Young-ho y Yoo Seung-mok                                           |
| 2010 | Heartbeat                               | Lee Hwi-do                       | junto a Kim Yunjin, Jung Da-hye, Kim Sang-ho y Lee Han-wi                                  |
| 2010 | Second Half                             | Director Bong                    | (cameo)                                                                                    |
| 2010 | Moss                                    | Ryu Hae-kuk                      | junto a Kim Sang-ho, Yoo Jun-sang, Jung Jae-young, Yoo Sun y Yoo Hae-jin                   |
| 2009 | The End                                 | Hae-il                           | (corto)                                                                                    |
| 2009 | Good Morning, President                 | Hombre solicitando un trasplante |                                                                                            |
| 2009 | A Million                               | Han Gi-tae                       | junto a Kim Sang-ho, Shin Min-ah, Lee Min-ki, Lee Chun-hee y Jung Yu-mi                    |
| 2008 | Modern Boy                              | Lee Hae-myeong                   | junto a Kim Nam-gil, Kim Hye-soo, Kim Young-jae, Lee Sae-byul y Hwang Ji-no                |
| 2007 | Paradise Murdered                       | Jae Woo-sung                     | junto a Park Sol-mi, Sung Ji-ru, Park Won-sang, Ahn Nae-sang y Lee David                   |
| 2007 | Skeletons in the Closet                 | Kyung-ho                         |                                                                                            |
| 2006 | The Host                                | Park Nam-il                      | junto a Song Kang-ho, Byun Hee-bong, Bae Doona y Go Ah-sung                                |
| 2005 | Boy Goes to Heaven                      | Bae Ne-mo                        |                                                                                            |
| 2005 | Rules of Dating                         | Lee Yoo-rim                      |                                                                                            |
| 2004 | My Mother, the Mermaid                  | Kim Jin-guk                      |                                                                                            |
| 2004 | Show Me - "Mobile"                      | -                                |                                                                                            |
| 2004 | How to Paint the Portrait of a Bird     | -                                | episodio "Span Drama"                                                                      |
| 2003 | Memories of Murder                      | Park Hyeon-gyu                   | junto a Song Kang-ho, Kim Sang-kyung, Kim Roe-ha, Song Jae-ho y Yeom Hye-ran               |
| 2003 | Jealousy Is My Middle Name              | Lee Won-sang                     |                                                                                            |
| 2003 | Scent of Love                           | Seo In-ha                        |                                                                                            |
| 2003 | Audition                                | Yoon Ji-seok                     | (corto)                                                                                    |
| 2002 | Who R. U.?                              | Hombre en fotografía             |                                                                                            |
| 2001 | Waikiki Brothers                        | Young Sung-woo                   | junto a Lee Eol, Park Won-sang, Hwang Jung-min, Oh Kwang-rok y Ryoo Seung-bum              |

### Series de televisión
| Año  | Título                                       | Personaje                               | Notas                                | Ref.   |
| ---- | -------------------------------------------- | --------------------------------------- | ------------------------------------ | ------ |
| 1997 | Three Guys and Three Girls (남자 셋 여자 셋) | -                                       |                                      |        |
| 2004 | 어느 새의 초상화를 그리려면                  | -                                       |                                      |        |
| 2014 | Plus Nine Boys                               | Víctima                                 | Aparición especial                   |        |
| 2025 | ¡Oh, mis clientes fantasmas!                 | Alguien que llama al teléfono a Moo-jin | Aparición especial, ep. 10, solo voz | [ 37 ] |

### Aparición en videos musicales
| Año  | Artista(s)           | Canción                                | Notas |
| ---- | -------------------- | -------------------------------------- | ----- |
| 2004 | Kim Don-gyu (김돈규) | "Dan" (단)                             |       |
| 2003 | Brown Eyed Soul      | "Did We Really Love" (정말 사랑했을까) |       |

### Teatro
| Año        | Título                                 | Personaje | Notas |
| ---------- | -------------------------------------- | --------- | ----- |
| 2006       | Generation After Generation (대대손손) | -         |       |
| 2000       | Ode to Youth (청춘예찬)                | -         |       |
| 1999       | Family Baguette (패밀리바겟트)         | -         |       |
| 1998, 2003 | Othello (오델로)                       | -         |       |

### Anuncios
| Año  | Título                                | Notas                  |
| ---- | ------------------------------------- | ---------------------- |
| 2015 | Telecom - Let's Be Strange (이상하자) | 18 episodios - (drama) |
| -    | McDonald's                            |                        |
| -    | Maxim                                 |                        |
| -    | Hana Bank                             |                        |
| -    | Baskin Robbins 31                     |                        |
| -    | Mr. Pizza Potato Gold                 |                        |

### Revistas / sesiones fotográficas
| Año  | Título                | Notas                                            |
| ---- | --------------------- | ------------------------------------------------ |
| 2018 | ELLE Magazine         | junto a Soo Ae - (publicación de septiembre)     |
| 2017 | Cosmopolitan Magazine | (publicación de octubre)                         |
| 2017 | Cine 21               |                                                  |
| 2014 | Vogue                 | junto a Yoo Yeon-seok - (publicación de octubre) |

## Discografía
| Año  | Intérpretes                                                           | Canción   | Álbum                     | Notas |
| ---- | --------------------------------------------------------------------- | --------- | ------------------------- | ----- |
| 2002 | Park Hae-il, Ryoo Seung-bum, Kim Jong-eun, Jung Dae-yong & Lee Tae-ri | "Agasshi" | OST de "Waikiki Brothers" |       |

## Premios y nominaciones
| Año  | Categoría                | Premio                                            | Trabajo                    | Resultado |
| ---- | ------------------------ | ------------------------------------------------- | -------------------------- | --------- |
| 2017 | Best Actor               | Korean Screenwriter Association                   | -                          | Ganó      |
| 2017 | Best Actor               | 37th Golden Cinema Festival                       | The Last Princess          | Ganó      |
| 2015 | Best Actor               | 2nd Wildflower Film Award                         | Gyeongju                   | Nominado  |
| 2014 | Best Actor               | 23rd Buil Film Award                              | Gyeongju                   | Nominado  |
| 2014 | Best Leading Actor       | 35th Blue Dragon Film Award                       | Whistle Blower             | Nominado  |
| 2014 | Best Actor               | 51st Grand Bell Award                             | Whistle Blower             | Nominado  |
| 2012 | Asia Special Award       | 7th Asia Model Festival Award                     | -                          | Ganó      |
| 2012 | Best Actor (Film)        | 48th Baeksang Arts Award                          | War of the Arrows          | Nominado  |
| 2012 | Best Actor               | 6th Asian Film Award                              | War of the Arrows          | Nominado  |
| 2011 | Grand Prize (Daesang)    | 19th Korean Culture and Entertainment Award       | War of the Arrows          | Ganó      |
| 2011 | Best Leading Actor       | 32nd Blue Dragon Film Award                       | War of the Arrows          | Ganó      |
| 2011 | Best Actor               | 48th Grand Bell Award (Daejong Film Award)        | War of the Arrows          | Ganó      |
| 2011 | Best Dressed             | 27th Korea Best Dressed Swan Award                | -                          | Ganó      |
| 2011 | Actor's Award            | 15th Puchon International Fantastic Film Festival | -                          | Ganó      |
| 2008 | Best Actor               | 16th Korean Culture and Entertainment Award       | Modern Boy                 | Ganó      |
| 2007 | Best Star Award          | 3rd Andre Kim Best Star Award                     | -                          | Ganó      |
| 2006 | Best Actor               | 9th Director's Cut Award                          | The Host                   | Ganó      |
| 2006 | Best Actor (Film)        | 42nd Baeksang Arts Award                          | Rules of Dating            | Nominado  |
| 2005 | Best Actor               | 4th Korean Film Award                             | Rules of Dating            | Nominado  |
| 2005 | Best Leading Actor       | 26th Blue Dragon Film Award                       | My Mother, the Mermaid     | Nominado  |
| 2004 | Best Actor               | 3rd Korean Film Award                             | Memories of Murder         | Nominado  |
| 2003 | Best Supporting Actor    | 2nd Korean Film Award                             | Jealousy Is My Middle Name | Nominado  |
| 2003 | Best New Actor           | 2nd Korean Film Award                             | Jealousy Is My Middle Name | Ganó      |
| 2003 | Best Actor               | 8th Women Viewers Film Award                      | Jealousy Is My Middle Name | Ganó      |
| 2003 | Best New Actor           | 24th Blue Dragon Film Award                       | Jealousy Is My Middle Name | Nominado  |
| 2003 | Best New Actor           | 6th Director's Cut Award                          | Jealousy Is My Middle Name | Ganó      |
| 2003 | Best New Actor           | 23rd Korean Association of Film Critics Award     | Jealousy Is My Middle Name | Ganó      |
| 2003 | Best New Actor           | 11th Chunsa Film Art Award                        | Jealousy Is My Middle Name | Ganó      |
| 2003 | Best New Actor           | 4th Busan Film Critics Award                      | Jealousy Is My Middle Name | Ganó      |
| 2003 | Best New Actor           | 26th Golden Cinematography Award                  | Scent of Love              | Ganó      |
| 2003 | Best New Actor           | 40th Grand Bell Award                             | Scent of Love              | Nominado  |
| 2000 | Best New Actor (Theater) | 36th Baeksang Arts Award                          | Ode to Youth               | Ganó      |